# Comitini
Comitini là một đô thị của tỉnh Agrigento ở vùng Sicilia, có vị trí cách khoảng 80 km về phía đông nam của Palermo và khoảng 13 km về phía đông bắc của Agrigento. Vào thời điểm ngày 31 tháng 12 năm 2004, đô thị này có dân số 956 người và diện tích là 21,7 km².

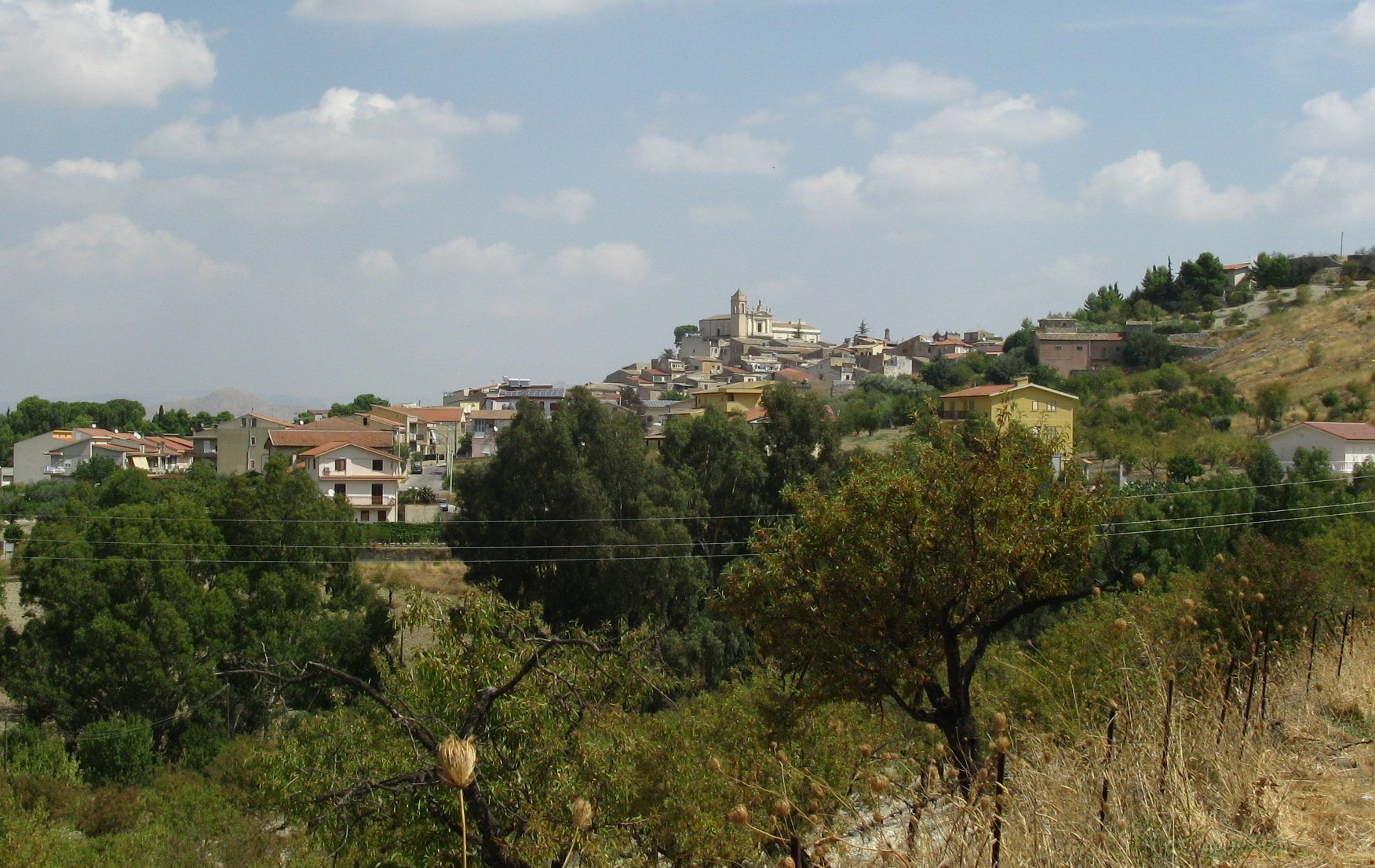
Comitini

Comitini giáp các đô thị sau: Aragona, Favara, Grotte.